# ジョー・ディレイニー
ジョー・ディレイニー（Joe Delaney 1958年10月30日-1983年6月29日）はテキサス州ヘンダーソン出身のアメリカンフットボール選手。NFLで1981年、1982年の2シーズンプレーし、4つのチーム記録を作った。これらは20年以上更新されなかった。1983年6月29日、チーフスのトレーニングキャンプが始まるおよそ1ヶ月前、溺れた3人の子供を救おうとして水溜りに飛び込み1人を救出したが溺死した。

## 経歴

### プロ入りまで
8人兄弟の3人目として生まれた。高校2年の時にワイドレシーバーとしてアメリカンフットボールを始めた彼にはNCAA1部校のグランブリング州立大学、テキサス大学、オクラホマ大学、ルイジアナ州立大学からも誘いがあったがNCAA I-AAノースウェスタン州立大学へ進学し1977年から1980年までプレーした。大学入学後彼はヘッドコーチに希望してランニングバックにポジションを変えた。1979年、1980年彼はディビジョンI-AA校のオールアメリカンに選抜され、またこの時未来の妻となるキャロリンと出会い大学4年次には2人の子どもを儲けていた。
1978年10月28日のニコルズ州立大学戦では28回のランで299ヤードを獲得、後半だけで263ヤードを走り4タッチダウンをあげチームは28-18で勝利した。彼の後半にあげた263ヤードはハーフにおけるNCAA記録となった。
彼は大学4年間で3,047ヤードを走り31タッチダウン、188点をあげた。大学4年次の1980年にはオールパーパスヤードで全米8位となりディビジョンI-AA校のオールアメリカンに選ばれた。1980年11月22日の大学最後の試合のハーフタイム中に彼の背番号44番が永久欠番とされるセレモニーが行われた。
なお彼は1997年にカレッジフットボール殿堂に選ばれている。
高校時代、陸上競技でも100ヤード走で9秒4の成績を出した彼は大学の陸上競技チームにも所属し1981年にはNCAA400メートルリレー走で優勝した。また200メートル競走で20秒64の記録を作った。

### NFL
1981年のNFLドラフト2巡目でカンザスシティ・チーフスに指名されて入団した。ニューイングランド・ペイトリオッツ戦で101ヤードを走った彼はオークランド・レイダース戦で先発出場しランで106ヤード、レシーブで104ヤードを獲得した。10月18日のデンバー・ブロンコス戦では75ヤードのタッチダウンランをあげたかに見られたが味方のオフサイドの反則でタッチダウンは取り消された。しかしその2プレー後に彼は82ヤードを走りタッチダウンをあげた。このプレーは1981年のNFL全チームの中で最も長いタッチダウンランプレーであった。11月15日のヒューストン・オイラーズ戦では193ヤードを走ったがこの試合終了後、後にプロフットボール殿堂入りを果たしたエルビン・ベゼアは「俺はベストのO・J・シンプソン、ゲイル・セイヤーズ、ウォルター・ペイトンと対戦したこともあるがディレイニーは彼らに匹敵するプレーを見せた。」と絶賛した。この年彼は1,121ヤードを走った。彼の活躍もありチームは開幕から12試合で8勝4敗と好成績を残し10年ぶりのプレーオフ進出が期待されたがエースQBのビル・ケニーが負傷欠場し最後の3試合を連敗し9勝7敗でシーズンを終えたが1973年以来となる勝ち越しを果たした。シーズンラッシング記録、オイラーズ戦での193ヤード獲得、3試合連続100ヤード以上ランでの獲得、7試合での100ヤード以上のランはいずれもチーム記録となった。この年彼はUPI通信AFC最優秀新人選手、プロボウルの先発選手に選ばれた。
ストライキで短縮された翌シーズンは5月に網膜剥離の手術を行った影響で前年と比べて限られた出場機会となった。彼は8試合（この年はストライキの影響で9試合となった。）に出場し380ヤードを走り、チーフスは3勝6敗でシーズンを終えた。
彼は2シーズンでラン平均4.6ヤード、レシーブ平均9.lヤード、ラン、レシーブ、リターントータルで1,811ヤードを獲得、3タッチダウンの成績を残した。

### 事故死及びその後
1983年6月29日、友人たちとルイジアナ州モンローの公園に来ていた彼は建設工事でできた広さ2エーカー（およそ8,000平方メートル、深さ20フィート（約6.1メートル）の窪みに大雨によりできた水溜りで溺れている3人の子どもを発見。泳いだ経験がほとんどないにも拘らず助けようと飛び込み、1人の子どもを救出、もう1人の子どもも緊急治療室に運ばれたが亡くなり、彼と残りの1人の子どもの遺体は警察に引き上げられた。
7月4日に彼の母校の高校で行われた葬儀にはおよそ3,000人が参列し、ロナルド・レーガン大統領は7月13日に大統領メダルを贈ることを決定、"He made the ultimate sacrifice by placing the lives of three children above regard for his own safety. By the supreme example of courage and compassion, this brilliantly gifted young man left a spiritual legacy for his fellow Americans." と語り、副大統領のジョージ・H・W・ブッシュの手によって7月15日彼の家族に渡された。
1983年シーズン、カンザスシティ・チーフスは金の鷲と彼の背番号37番をユニフォームに縫い付けてプレーした。また母校のHaughton高校は彼を記念した公園を設立した。またNCAAは1984年にNCAA Award of Valorを彼に贈った。ルイジアナ州知事のデイブ・トリーンも彼の家族にLouisiana State Civilian Bravery Awardを贈った。
ノースウェスタン大学でも彼の栄誉を讃えてジョー・デレイニー・メモリアルアウォードを創設、毎年春にはディレイニーボウルを行っている。
カンザスシティに住むチーフスのファンは"37Forever Foundation," という基金を設立、アメリカ赤十字と共に恵まれない子どもたちに水泳を教えるサポートを行った。（なお2006年に同基金は解散している。）カンザスシティ・チーフスのオーナー、ラマー・ハントも非公式ながら彼の背番号37番を永久欠番としている。2004年に彼はチーフスの殿堂入りを果たし、本拠地アローヘッド・スタジアムのRing of Fameに名を連ねている。
2008年にwww.profootballtalk.comがジョー・ディレイニー賞を創設することを発表した。